# Línguas totonacanas
As línguas totonacanas constituem uma família linguística composta por várias línguas intimamente relacionadas, faladas por aproximadamente 200 000 totonacas e tepehuas, nos estados mexicanos de Veracruz, Puebla e Hidalgo. As línguas totonacanas não possuem qualquer ligação comprovada com quaisquer outras línguas, apesar de partilharem muitas características regionais com outras línguas da área linguística mesoamericana, como as línguas maias e o náuatle.

## Divisões
Embora a família totonacana seja tradicionalmente dividida em duas línguas, totonaco e tepehua, os vários dialectos de cada uma não são mutuamente inteligíveis, por este motivo o totonaco e o tepehua são mais bem caracterizados como constituindo famílias próprias. Segue-se uma classificação baseada na do Ethnologue - apesar de alguns destes grupos poderem provavelmente ser vistos como formando subgrupos próprios.
| Língua                               | Código ISO | Regiões                                                                           | Número de falantes     |
| ------------------------------------ | ---------- | --------------------------------------------------------------------------------- | ---------------------- |
| Totonaco de Coyutla                  | toc        | Coyutla, Puebla                                                                   | 48,062 (2000 WCD)      |
| Totonaco de Filomena Mata-Coahuitlán | tlp        | Filomena-Mata, Terras altas de Veracruz, rodeado por Totonaco das Terras Altas    | 15,108 (2000 WCD)      |
| Totonaco das Terras Altas            | tos        | Próximo de Zacatlán e Veracruz                                                    | 120,000                |
| Totonaco de Ozumatlán                | tqt        | Norte de Puebla: Ozumatlán, Tepetzintla, Tlapehuala, San Agustín                  | 4,000 (censo de 1990). |
| Totonaco de Papantla                 | top        | Região de Papantla, terras baixas centrais de Veracruz                            | 80,000 (1982 SIL).     |
| Totonaco do Alto Necaxa              | tot        | Nordeste de Puebla, Patla, Chicontla, Tecpatlán                                   | 6,000 (censo de 1990)  |
| Totonaco de Xicotepec                | too        | Em 30 aldeias em redor de Xicotepec de Juárez norte da serra de Puebla e Veracruz | 3,000                  |
| Totonaco de Misantla                 | tlc        | Yecuatla e Misantla no sul de Veracruz                                            | <500                   |

| Língua                  | Código ISO | Regiões                                                 | Número de falantes     |
| ----------------------- | ---------- | ------------------------------------------------------- | ---------------------- |
| Tepehua de Huehuetla    | tee        | Nordeste de Hidalgo, Huehuetla, e Mecapalapa em Puebla. | 3,000 (1982 SIL)       |
| Tepehua de Pisaflores   | tpp        | Em redor de Pisaflores Veracruz                         | 4,000 (censo de 1990). |
| Tepehua de Tlachichilco | tpt        | Tlachichilco, Vera Cruz                                 | 3,000 (1990 SIL).      |

Esta classificação provavelmente será alterada à medida que seja efectuado mais trabalho reconstrutivo nesta família.
Como muitas das línguas indígenas do México, estas línguas estão lentamente a ser substituídas pelo espanhol. Porém, entre elas, apenas o totonaco de Misantla se encontra em perigo imediato de extinção; as restantes parecem ser faladas por comunidades linguísticas viáveis.